# Butlins Grand Masters 1977
Das Butlins Grand Masters 1977 war ein von der British Darts Organisation (BDO) zum ersten Mal organisiertes Dartsturnier, das in der Sutton Coldfield Town Hall (Royal Sutton Coldfield) von Birmingham (England) ausgetragen wurde. Eine Aufzeichnung des zweitägigen Wettbewerbs wurde durch den Sender ATV Midlands ausgestrahlt. In Person von Maureen Flowers nahm zum einzigen Mal in der Turniergeschichte eine Frau am Butlins Grand Masters teil. Im Finale besiegte der Engländer John Lowe seinen Landsmann Eric Bristow (5:4).

## Teilnehmer
- Matt Banovich
- Eric Bristow: Finale
- Barry Delbridge: Erste Runde
- Alan Evans
- Maureen Flowers
- Bill Lennard
- Stefan Lord: Viertelfinale
- John Lowe: Sieg
- Eddie McArthur: Erste Runde
- Mike Morton: Erste Runde
- Seamus O’Brien: Erste Runde
- Leighton Rees: mind. Viertelfinale
- George Simmons
- Rab Smith
- Allan Thomas
- Nicky Virachkul: mind. Viertelfinale

Eric Bristow besiegte zunächst den Iren Seamus O’Brien und anschließend den Schweden Stefan Lord, der zuvor gegen den Schotten Eddie McArthur gewonnen hatte. In der ersten Runde besiegte außerdem der Waliser Leighton Rees den Australier Barry Delbridge sowie der Amerikaner Nicky Virachkul seinen Landsmann Mike Morton.